# Ficus leiocarpa
Ficus leiocarpa är en mullbärsväxtart som först beskrevs av Bur., och fick sitt nu gällande namn av Warburg. Ficus leiocarpa ingår i släktet fikonsläktet, och familjen mullbärsväxter. Inga underarter finns listade i Catalogue of Life.